# Coya Asarpay
Coya Asarpay ("drottning Asarpay"), död 1533, var en drottning av Inkariket, syster och hustru till Inkan Atahualpa.
Asarpay var dotter till inkan Huayna Capac och syster till de två rivalkungarna Huáscar och Atahualpa. Som drottning, Coya, ska hon enligt Pizarro ha betraktats med stor vördnad och respekt. Hon gifte sig enligt sed med sin bror Atahualpa, som 1532 blev kung i inkariket. 
1531-33 erövrades inkariket av spanjorerna under Pizarro. Hennes bror-make tillfångatogs och avrättades genom garrottering. Pedro Pizarro uppger att drottning Asarpay liksom hennes syster-svägerska, hustrun till hennes bror Manco Inka, blev avrättade genom garrottering på order av markis don Francisco Pizarro.